# Château de Montaigu (Aube)
Pour les articles homonymes, voir Château de Montaigu.
Le château de Montaigu est un ancien château qui a disparu après le traité de Troyes.

## Historique
Connu dès 1251 par un compte de l'entretien du castrum des comtes de Champagne. Il avait une importance stratégique de par sa situation à la confluence de la Brie, la Bourgogne et la Gâtinais. Blanche d’Artois qui est comtesse de Champagne et reine de Navarre, est propriétaire de Mont Aigu, celui-ci passe en 1314, dans le domaine royal.
Le château était le refuge pour les habitants des villages de Bouilly, Souligny, Breban, Linçon, Courcelles, Lépine, Chevillèles, Laines-aux-Bois, Errey, Messon, Torvilliers et Vauchassis. Il était sous la direction du bailli de Troyes. En 1416, il est pris par Simon Lemoine du parti bourguignon, voulant le reprendre le 20 janvier 1417, le bailli de Sens à la tête de troupes de Troyes pour les Armagnacs met le siège, le prend après six mois mais le perd le 31 juillet de l'année.
Par lettre du 3 juin 1420, Charles VI (devenu fou et sous l'influence du roi d'Angleterre et du duc de Bourgogne) ordonnait la démolition de la forteresse de Montaigu empres Troies et que les matériaux soient employés en la reparacion de nostre sale et hostel de roies et nos édifices de ladite ville ; en 1426, le chapitre Saint-Étienne faisait prendre des briques pour la construction des étuves aux hommes ; les habitants venaient en 1431 y chercher des pierres pour la réparation des murs derrière le prieuré de Notre-Dame-en-l'Isle. 

### Capitaines
- 1288 : Guillaume,
- 1319 : Saladin d'Anglure,
- 1340 : Jean sire de Trainel,
- 1374 : Étienne de Précy,
- 1420 : Fessard.

## Description
De forme presque circulaire, il avait 120 m de rayon, 240 m si l'on comprend les fossés. Il faisait 1,64 hectare et 2,12 hectare avec les fossés.